# Detención de Juan Requesens
Juan Requesens, diputado de la Asamblea Nacional de Venezuela, fue detenido como sospechoso del ataque con drones en Caracas en contra del mandatario Nicolás Maduro. Las circunstancias de su arresto y detención han sido controvertidas, debido a las múltiples irregularidades en torno al procedimiento judicial.
Requesens estuvo preso en El Helicoide desde su arresto el 7 de agosto de 2018, con denuncias de tortura para obtener una confesión, y demoras que impidieron el proceso legal y las audiencias hasta su liberación el 28 de agosto de 2020. En 2022 fue hallado culpable por un juez venezolano y condenado a 8 años de prisión.

## Ataque de drones

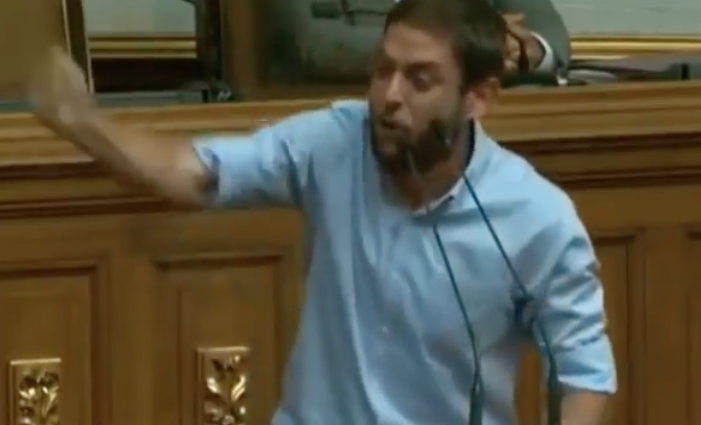
Juan Requesens hablando en la Asamblea Nacional poco antes de su arresto.

El 4 de agosto de 2018 se escucharon varias explosiones mientras Nicolás Maduro daba un discurso en la Avenida Bolívar de Caracas; Las explosiones fueron catalogadas por el gobierno venezolano como un intento de asesinato y las personas en el área fueron arrestadas. Uno de los arrestados, Juan Monasterios,fue interrogado en vídeo y supuestamente implicó a Juan Requesens en un complot para asesinar a Maduro.

Requesens fue un líder estudiantil durante las protestas en Venezuela de 2014 contra Nicolás Maduro. Al momento de su arresto, era un líder de la oposición que se desempeñaba como diputado por el partido Primero Justicia en la Asamblea Nacional de Venezuela. El día de su arresto, Requesens había dado un discurso en la Asamblea Nacional de Venezuela culpando a Maduro por causar disturbios en la nación, diciendo:
“Me niego a rendirme, me niego a arrodillarme frente a los que quieren quebrantarnos la moral. Hoy puedo hablar desde aquí, mañana no sé. Lo que quiero reafirmar es que vamos a seguir haciendo todo lo que podamos. puede para sacar a Nicolás Maduro del poder”.
Los observadores encontraron motivos para creer que el supuesto ataque sería utilizado por el gobierno para justificar la represión de la oposición y que Requesens ha sido víctima de ello. La BBC informó sobre acusaciones más duras, diciendo que "algunos críticos del gobierno" creían que el ataque era una farsa, con Julio Borges en particular argumentando que esto se hizo para arrestar arbitrariamente a los políticos de la oposición. Dentro de América Latina, los informes analizan la velocidad de los procedimientos posteriores al ataque a través de una lente sospechosa, proponiendo razones específicas por las que los críticos ven el ataque como diseñado para permitir una mayor represión del gobierno. El Portal G1 brasileño sugiere que la conexión casi inmediata hecha por Maduro entre el ataque y sus "mismos viejos enemigos" (Colombia y Estados Unidos), sin mostrar una investigación real, fortaleció la idea de que el ataque fue una farsa, mientras que el peruano La República no presenta una visión de por qué o cómo ocurrió el ataque, pero dice que la respuesta muestra a Maduro como "un dictador desesperado" que acusará a cualquiera, y que la evidencia más contundente es la rapidez de la policía para encontrar a los supuestos atacantes. ya que la fuerza policial en cuestión es conocida por ser ineficiente.

## Arresto

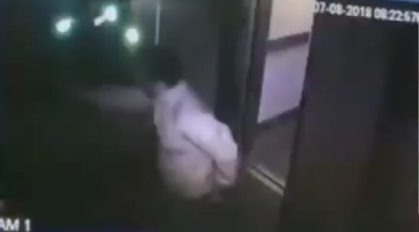
Requesens sujeta su brazo contra los agentes del SEBIN durante su arresto

En la noche del 7 de agosto, Requesens y su hermana, Rafaela Requesens, fueron detenidos en su residencia por el Servicio Bolivariano de Inteligencia Nacional (SEBIN), el organismo de inteligencia de Venezuela. Rafaela fue liberada posteriormente, mientras que Juan fue arrestado. Rafaela dijo que 14 agentes abordaron a la pareja al minuto de llegar a su edificio de apartamentos; durante el arresto, uno giró la cámara de seguridad del edificio hacia la pared. La BBC informó en un tuit que mostraba la cámara de circuito cerrado "imágenes de los dos hermanos saliendo del ascensor antes de ser aparentemente empujados por hombres armados enmascarados y uniformados". Varios días después de su arresto, no se proporcionó información a la familia de Requesens ni al público sobre él o su paradero; la familia recibió una llamada telefónica de él por primera vez el 12 de agosto.
Efecto Cocuyo denunció múltiples irregularidades en la detención. Requesens fue detenido sin orden judicial, no se respetó su inmunidad parlamentaria como legislador y su familia no supo dónde estaba durante cinco días. El gobierno dijo que el arresto se realizó en delito flagrante, que está reservado para aquellos que son aprehendidos mientras cometen o obviamente acaban de cometer un delito; sin embargo, Requesens fue detenido tres días después del supuesto ataque. Rafaela dijo más tarde que su casa compartida había sido asaltada y allanada por al menos cuarenta agentes del SEBIN que intentaron sembrar pruebas.

### Vídeos de prisiones
Requesens está recluido en El Helicoide, un centro de detención operado por el SEBIN y descrito por The Guardian como una "prisión de alto perfil para detenidos políticos" donde los presos informan que "personas golpeadas, electrocutadas, colgadas de las extremidades, forzadas a estar estresadas". posiciones y obligados a sumergir la cara en una bolsa de heces y respirar".
Requesens fue entrevistado en vídeo y dio una declaración que, según las fuentes, fue forzado y sin abogado defensor. El ministro de Comunicación de Venezuela, Jorge Rodríguez, hizo difundir el vídeo por cadena nacional durante una conferencia de prensa el 10 de agosto. El padre de Requesens dijo "ese no es mi hijo"; La experta en comportamiento Isabel Pereira Pizani comentó que parecía estar recitando, no hablando por sí mismo.
Rodríguez alega que Requesens colaboró en el atentado; en el vídeo, Requesens supuestamente admite haber trabajado con varias otras personas acusadas de estar involucradas. En el vídeo, dice que Julio Borges lo contactó pidiéndole "un favor" para "ayudar a una persona a pasar de Venezuela a Colombia", que la persona era Juan Monasterios y que él y Monasterios le escribieron a un oficial de inmigración colombiano, Mauricio Jiménez, quien había accedido a ayudar con el pasaje de Monasterios. Requesens no dio detalles de un ataque a Maduro. Rodríguez dijo que las declaraciones supuestamente muestran la participación de Julio Borges y el expresidente colombiano Juan Manuel Santos.
En un segundo vídeo difundido poco después del primero, Requesens aparece despeinado y con la ropa interior manchada de heces. Maduro compartió un tercer vídeo días después, que muestra lo que el gobierno afirma que es otra parte de la "confesión" del primer vídeo. En el tercer vídeo se ve a Requesens afirmando que Borges le dio el contacto "Russo [...] quien confirmó que Juan Monasterios ya estaba en Colombia"; "Russo" se refiere a un sospechoso cuyo nombre completo es Rayder Alexander Russo Márquez.
El Nacional informó que el periodista Javier Mayorca habló con Villca Fernández, expreso político recluido en El Helicoide, en Perú. Fernández confirmó al blog Crímenes sin castigo que uno de los vídeos fue grabado "en una celda de aislamiento o en la oficina de Carlos Calderón", un jefe del SEBIN. El otro fue grabado en “un baño para uso de agentes del SEBIN”. Fernández dice que los vídeos fueron distribuidos "como parte de una campaña para quebrar psicológicamente a Requesens".

### Controversia del vídeo
Cuando uno de sus abogados, Joel García, vio a Requesens en la audiencia preliminar y le mencionó la confesión en vídeo, Requesens dijo que no estaba al tanto. Delsa Solorzano, diputada y vocera de la Asamblea Nacional, afirmó que Requesens le dijo a su abogado “que no recordaba nada, que no recuerda haber grabado ningún vídeo, mucho menos dicho nada en ese vídeo ". Debido a esto, el Defensor del Pueblo venezolano dijo que abriría una investigación sobre el vídeo, y ni este vídeo ni ningún otro vídeo fue presentado como prueba o agregado al expediente de Requesens.
García dijo que su cliente sí recordaba el segundo vídeo y explicó que Requesens dijo que los guardias le dieron la ropa manchada y le dijeron que se la pusiera para "burlarse de él". Tarek William Saab, fiscal general de facto de Venezuela, lo negó y dijo que el vídeo era una grabación de Requesens durante un examen forense realizado cuando estaba en prisión y que no debería haber sido divulgado.
Integrantes del partido Primero Justicia, al que pertenece Requesens, dijeron con certeza a los periodistas que Requesens había sido drogado para obtener declaración y que la tortura continuaba hasta la incontinencia. Acusaron al gobierno de drogar y torturar a Requesens para que hiciera una confesión falsa. El partido también dijo que Requesens había sido amenazado por sus torturadores de que asesinarían a sus padres y violarían a su hermana. Legisladores opositores al gobierno de Maduro protestaron por la “humillación” de Requesens.
Voz de América informó que un análisis clínico concluyó que había evidencia de "alteración de condiciones cognitivas que podrían estar asociadas con el uso de drogas que afectan la conciencia o la voluntad, movimientos descoordinados, dilatación pupilar, así como pérdida de funciones autonómicas como esfínteres". . político y médico José Manuel Olivares sugirió más tarde que la droga era "evidentemente escopolamina ". Julio Borges dijo en una entrevista que el video mostraba a Requesens "totalmente drogado. En estas fotos impresionantes se puede ver que él está [tratando de] sostenerse, no puede [sostenerse] y tiene las pupilas dilatadas". NTN24 dijo que Requesens apareció visiblemente "drogado, golpeado, amenazado", y que "como venezolanos debemos sentir coraje, dolor e indignación [por el trato a Requesens]".
El Colegio de Abogados de Venezuela emitió un comunicado diciendo que tenían "numerosas y muy graves objeciones" a lo que La Patilla llamó una detención " arbitraria e ilegal" y un intento de "estigmatizar" a los imputados. Objetó la difusión de los vídeos, acto que calificó de "obsceno, protuberante, descarado y hasta jactancioso". La asociación dijo que buscaría acciones legales contra el gobierno y los involucrados en el caso Requesens, "una vez que se haya restablecido el estado de derecho". Diego Scharifker, amigo de Requesens y exconcejal y líder estudiantil de Caracas, calificó la difusión pública de los vídeos como "parte de un espectáculo macabro destinado a intimidar a la oposición política".

### Audiencias
La jueza Carol Padilla firmó su orden de encarcelamiento el 14 de agosto de 2018. En su primera audiencia, Juan Requesens declaró: 
“Desde que me metí en la política sabía que esto podía pasar. Y que podía perder la vida y la libertad. No voy a bajar la cara, no tengo por qué pedir perdón. Siempre busqué la salida de este Gobierno de manera constitucional, no de manera violenta. No me doblegarán”.
Efecto Cocuyo afirmó que la primera audiencia de Requesens debió ocurrir dentro de las 48 horas, según el artículo 44 de la Constitución de Venezuela. Se han producido demoras innecesarias en las audiencias desde que se aplazó la audiencia original, programada para el 10 de agosto de 2018. En su audiencia de dos días del 13 al 14 de agosto, Requesens estuvo representado por los abogados Charity Flores, Alejandra Tosta y Joel García. Los cargos en su contra fueron:
- Traición.
- Intento de magnicidio de Nicolás Maduro.
- Intento de asesinato de 7 miembros de la Guardia Nacional Bolivariana.
- Terrorismo.
- Conspiración para delinquir.
- Incitación al odio.
- Posesión ilícita de armas y municiones.

Juan Requesens declaró que era inocente, se le negó la libertad bajo fianza y fue devuelto a prisión. Sus cuentas bancarias fueron congeladas y sus bienes confiscados. Enfrenta hasta 30 años de prisión si es declarado culpable, la sentencia máxima de Venezuela. Otros 6 presuntos participantes del ataque a Maduro estuvieron presentes y sus casos fueron escuchados al mismo tiempo.
La próxima audiencia judicial de Requesens estaba programada para el 18 de diciembre de 2018, pero se aplazó hasta enero, en un acto que los abogados describieron como "orquestado" en línea con el uso nacional de aplazamientos judiciales para mantener a los presos políticos encarcelados indefinidamente; El abogado Joel García abía mencionado anteriormente que los juzgados cerraron el 14 de diciembre. La audiencia se fijó para el 24 de enero de 2019. La familia de Requesens alentó a la gente a asistir a la audiencia y a los manifestantes del 23 de enero a marchar hacia el Palacio del Tribunal Supremo de Justicia. En preparación para la audiencia, García tuvo acceso al archivo sobre el ataque con drones y dijo a los periodistas que, aunque tenía 219 páginas, solo 35 líneas del archivo estaban relacionadas con su cliente, y señaló que 14 de ellas estaban relacionadas con sus redes sociales pasadas. y que las "pruebas presentadas no tienen nada que ver con Juan Requesens". La audiencia del 24 de enero también fue pospuesta.
El 22 de febrero, Requesens fue nuevamente trasladado a la corte de Venezuela en el Palacio de Justicia de Caracas para una audiencia que fue pospuesta para el 8 de marzo bajo el argumento de que era demasiado tarde para comenzar. Joel García dijo que ahora se estaban presentando 17 cargos y que la audiencia debería haberse reprogramado para el día siguiente de acuerdo con la ley venezolana. A Requesens se le prohibió hablar con su abogado y un miembro del equipo de defensa fue expulsado de la sala del tribunal por comunicarse con su cliente. Requesens pudo enviar un mensaje a su abogado diciendo: "Si me tienen que encarcelar por defender a los que no tienen salud, por defender a los jóvenes de la resistencia, por defender a los venezolanos, me encarcelarán 20.000 veces porque voy a hazlo otra vez."
El 1 de abril de 2019, la audiencia de Juan Requesens fue aplazada por cuarta vez. El 5 de abril, su audiencia preliminar fue diferida por quinta vez, hasta el 9 de abril. El 12 de abril, se pospuso nuevamente. El 6 de mayo, los servicios de seguridad también impidieron una audiencia al no trasladar a Requesens al juzgado. La audiencia preliminar finalmente tuvo lugar el 11 de junio, con la conclusión dada por el juez el 1 de julio de 2019. En un informe del 2 de julio, la BBC dice que a partir de esta audiencia, Requesens estaba listo para ser acusado, pero que no se fijó fecha para el juicio; el juez también ordenó que Requesens permanezca detenido hasta su juicio.
El 20 de noviembre de 2019, Amnistía Internacional informó que el juicio de Requesens estaba fijado para el 25 de noviembre. El juicio comenzó el 2 de diciembre de 2019, después de lo que Amnistía Internacional describió como "repetidas demoras indebidas e irregularidades". Sin embargo, fue interrumpido y fijado para continuar el 4 de diciembre. La convocatoria del juicio para este día también se retrasó, pero comenzó, antes de suspenderse nuevamente y fijarse para el 12 de diciembre. El juicio no había continuado el 17 de diciembre. El 20 de diciembre, el siguiente día del juicio se fijó para el 8 de enero de 2020; su abogado explicó que a la defensa no se le permitió hablar y dijo que "el juez simplemente sigue instrucciones para mantener a Requesens privado de su libertad".

### Condiciones carcelarias y salud

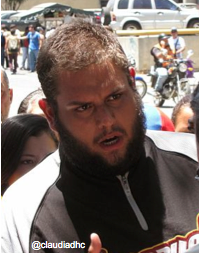
Juan Requesens con sobrepeso en 2014; sus condiciones médicas están relacionadas con el peso.

La familia de Requesens dijo que se había puesto en contacto con él el 12 de agosto y que les había informado de su  y de la falta de baños e instalaciones de higiene. Su abogado dijo el 22 de agosto que Requesens "se ha deteriorado debido a las malas condiciones en las que está aislado", pero que "su moral es alta" y "sabe que es inocente y que su lucha vale la pena".
Hablando en las semanas posteriores al arresto de su hijo, Juan Guillermo Requesens expresó su preocupación de que Juan "tiene una condición especial" que le obliga a tomar un "régimen de ciertos nutrientes". El médico de familia de Requesens, Ricardo Alfonso, coincidió refiriéndose a "pacientes como Requesens" como un paciente bariátrico con síndrome metabólico y problemas de hipertensión, tiroides e insulina, diciendo que esas personas "necesitan sol durante al menos 20 minutos todos los días, tomar suplementos vitamínicos y tener un control médico regular". 
Agregó que sin un buen trato, Requesens podría morir, probablemente dentro de dos meses, y que recibir drogas, incluso una pequeña dosis, destruiría su estómago. Alfonso agregó que la necesidad de tratamiento médico de Requesens era especialmente pertinente, porque también sufre de un sistema inmunológico comprometido.
Rafaela dijo que la familia aún no había visto a su hermano al 30 de agosto y que el SEBIN no les permitía darle su dieta; su madre le llevaba comida a la prisión todos los días, pero los guardias solo la aceptaban cuando los medios de comunicación miraban. Pidieron a los medios de comunicación mantener una presencia constante fuera de El Helicoide. Cuando la familia presentó un paquete informativo sobre la salud de Juan a la Cruz Roja Internacional el 31 de agosto, Juan Guillermo habló a la prensa sobre las otras 43 personas que han sido encarceladas por los mismos delitos.
El gobierno venezolano hizo una presentación el 4 de octubre de 2018 en el 169° período de sesiones de la Comisión Interamericana de Derechos Humanos (CIDH), y utilizó fotografías nunca antes vistas de Juan Requesens tomadas profesionalmente para afirmar que son benevolentes con los presos. Esto provocó desdén y controversia, no solo por la dudosa legalidad del encarcelamiento de Requesens, sino también por la imagen curada de su encarcelamiento que se presentó en comparación con los vídeos publicados anteriormente. Las imágenes incluyen a Requesens con un entrenador haciendo ejercicio al aire libre, reuniéndose con sus padres en una sala de conferencias y tomándose la presión arterial. La fotografía con sus padres fue tomada una semana antes de la conferencia, la única visita que les habían permitido.
A sus padres se les permitió ingresar a la prisión para ver a Juan el 9 de octubre, un día después de la muerte de Fernando Albán Salazar, un compañero político de Primero Justicia arrestado supuestamente  por los mismos delitos y que fue torturado y asesinado. Rafaela afirmó que estaba vivo, sus padres lo habían visto, pero estaba aislado y que aun así le negaron la audiencia que se suponía que debía programarse dentro de 45 días. García dijo que su cliente también estaba encadenado en el tobillo y no podía moverse físicamente por su propia voluntad.
Requesens fue trasladado a un hospital militar para ver a un dentista el 30 de octubre de 2018, después de días de campaña pública para crear conciencia sobre una infección molar que tenía, con políticos que decían que era inhumano no dejarlo ser tratado. La preocupación era que la infección había comprometido el tejido facial, y las personas solo habían sido alertadas el 26 de octubre cuando los padres de Requesens visitaron y él mismo les dijo que tenía dolores en la mandíbula que estaban siendo ignorados. La familia también dijo que Juan les informó que había sido torturado.
Aunque el juicio de Requesens comenzó el 2 de diciembre de 2019, todavía estaba en prisión durante la Navidad. A su familia se le permitió visitarlo ese día, pero, según los informes, el SEBIN se negó a darle acceso a cualquier visitante para el 5 de enero de 2020, el día de la elección presidencial de la Asamblea Nacional. Durante la pandemia de COVID-19 en Venezuela de 2020 , a Requesens se le diagnosticó una infección respiratoria; Médicos del SEBIN solicitaron su traslado a custodia en Plaza Venezuela, pero esto fue denegado.

### Derechos legales
Por la situación de diputado de la AN Requesens, debería haber recibido inmunidad parlamentaria. Diosdado Cabello, actuando en su cargo de presidente de la Asamblea Nacional Constituyente, revocó ilegalmente esta protección tanto a Requesens como a su coacusado Julio Borges al día siguiente de la detención de Requesens. El vicepresidente de la Asamblea Nacional venezolana, Julio César Reyes, invocó la Constitución de Venezuela, que dice que “sólo el Tribunal Suprema de Justicia tiene la facultad de ordenar la detención de un diputado, con la aprobación del Parlamento”, en el artículo 200, que establece que la decisión previa de arresto de un legislador debe ser tomada por la Asamblea Nacional y luego aprobada por la Corte Suprema para que sea legal.
El día de la audiencia inicial de Requesens, el segundo vicepresidente de la Asamblea Nacional, Alfonso Marquina, dijo que la "desaparición" de Requesens tendría importantes consecuencias internacionales, y mencionó que el artículo 44 de la Constitución dice que todos los presos deben tener libre acceso a sus abogados desde el momento de la detención para todo el proceso y que "esto simplemente no sucedió" en el caso de Requesens. El lunes 20 de agosto, los abogados y los padres de Requesens fueron a El Helicoide y pidieron verlo, pero se les negó el permiso. Los abogados volvieron a intentar verlo el 23 de agosto y se les volvió a negar el acceso. García declaró que el SEBIN violó el artículo 49 de la Constitución al impedir el acceso de Requesens a la defensa durante un caso en curso.
Joel García dijo el 30 de agosto que los abogados ni siquiera habían tenido acceso al expediente judicial de Requesens ni a los detalles de sus cargos. Hizo ese anuncio en el Día Internacional de los Desaparecidos, un día marcado en América Latina para recordar a las víctimas de desapariciones forzadas. García habló desde afuera de El Helicoide, definiendo el término “desaparición forzada” y denunciando cómo se correspondía con las situaciones que se gestan en Venezuela. Al día siguiente, se anunció que Requesens y todos los demás encarcelados por el ataque habían sido puestos en aislamiento obligatorio, impidiendo el acceso a ellos por parte de familiares o abogados durante 30 días.

## Reacciones

### Asamblea Nacional

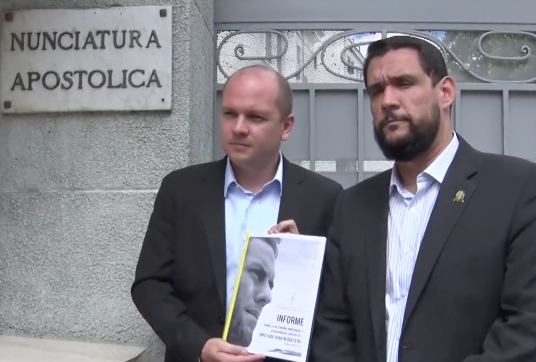
Diputados llevan informe del caso de Requesens a la Nunciatura Apostólica.

La detención de Requesens ha sido condenada por la Asamblea Nacional -así como por diplomáticos, políticos y organizaciones internacionales- y se han realizado grandes protestas en Venezuela exigiendo su liberación. Sus familiares y compañeros políticos han declarado que fue detenido por criticar a Maduro. La Asamblea Nacional condenó la detención de Requesens como una desaparición forzada. Voz de América escribe que la detención de Requesens se ha convertido en un símbolo de los abusos a los derechos humanos en Venezuela.  El hashtag de Twitter #Me niego a rendirme se convirtió en un eslogan popular para su caso, y un credo para la oposición.
La Asamblea Nacional venezolana, el órgano parlamentario del país, ha denunciado reiteradamente la detención de Juan Requesens y pedido su liberación. En muestra de solidaridad, otros miembros aseguraron un cartel en la banca de Requesens en la asamblea que decía "secuestrado por el SEBIN". Durante la reunión de la Asamblea Nacional del 14 de agosto, el diputado Gilber Caro se desvistió hasta quedar en ropa interior frente a la asamblea en un movimiento de solidaridad, para hacer un discurso diciendo que la dignidad de un hombre no depende de su forma de vestir. La asamblea erigió una gran pancarta en blanco y negro colgada en el salón de actos con el rostro de Requesens, una cinta con los colores venezolanos (amarillo, rojo y azul) detrás de él, y las palabras “Libertad para el diputado Juan Requesens, secuestrado por el dictador".
El 22 de agosto, la Asamblea Nacional exigió a Maduro al menos "permitir que una comisión de la Unión Interparlamentaria ingrese al país y verifique la situación de Requesens". El diputado y abogado Armando Armas solicitó a Michelle Bachelet, Alta Comisionada de Derechos Humanos ante la ONU, que se pronuncie de manera urgente sobre el caso Requesens.
Con pocas otras vías de recurso legal dentro de Venezuela, la Asamblea Nacional llevó el caso Requesens a la Nunciatura Apostólica en Venezuela , representada por Aldo Giordano, el 24 de agosto. Esperaban apelar a la Santa Sede, para la cual una Nunciatura Apostólica funciona como una embajada, para pronunciar el trato de Requesens como una injusticia. Posteriormente, en agosto de 2018, un acuerdo redactado y aprobado por consejeros en Venezuela exigía la liberación de Requesens, y fue enviado a la CIDH.

### Gobierno de Maduro
El gobierno venezolano criticó el apoyo a Requesens, en particular de organismos internacionales. Maduro tuiteó al canciller de Chile, Roberto Ampuero, que Requesens es un "terrorista y sicario confeso" y que "en Venezuela la justicia actuará para proteger al pueblo, la democracia y evitar una tragedia", dijo el juez chileno y los sistemas políticos apoyaron tales amenazas en su propio país y en otros.
Diosdado Cabello negó que Requesens haya sido abusado en El Helicoide. Tarek William Saab negó la publicación prevista del video de Requesens con su ropa interior manchada y dijo que el vídeo fue tomado durante un examen médico y un informe sobre Requesens. Cabello luego agregó que Requesens no fue drogado durante su confesión, que estaba "tranquilo" y que "nadie lo presionó". El miembro de la Asamblea Nacional Constituyente Hermann Escarrá se dirigió a esta asamblea el 13 de agosto y dijo a sus miembros que no se habían producido violaciones de derechos humanos durante la detención de Requesens.
En 2016, la ministra de Servicios Penitenciarios, Iris Varela, había sido asignada para “reestructurar” la política en el estado Táchira, que representaba Requesens, poco tiempo después de ser elegido para el cargo. El 12 de agosto de 2018, en respuesta a la creciente preocupación de los venezolanos por la economía de la nación, ella tuiteó que la gente no debería especular ni dudar, de lo contrario "terminarán peor que Requesens, [donde] no están capaz de especular". Este tuit fue denunciado como inhumano, por utilizar el encarcelamiento de Requesens como una broma o una amenaza, sobre todo porque ella estaba a cargo de sus condiciones en prisión.

### Otras reacciones en Venezuela

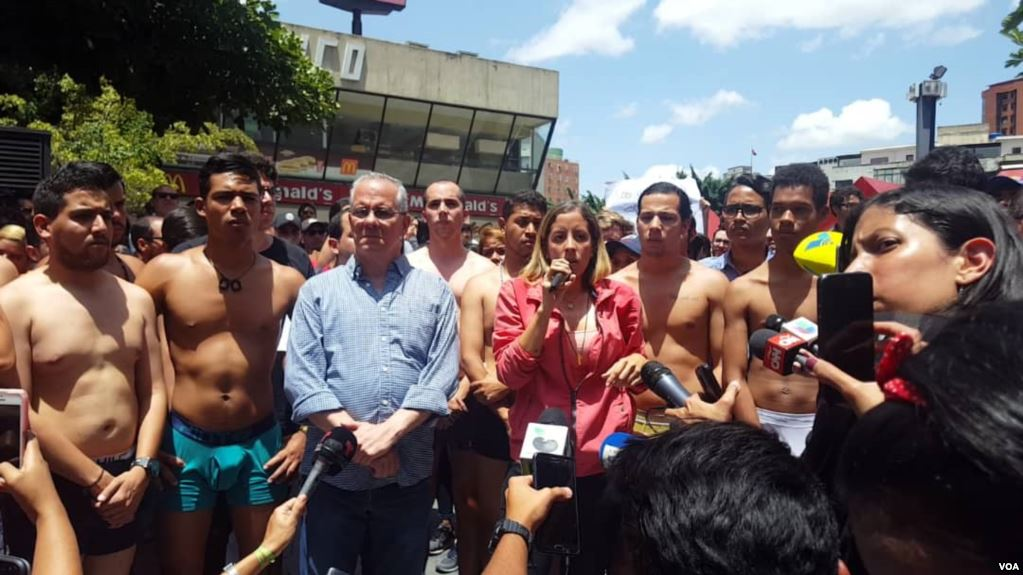
Rafaela Requesens (centro), de pie junto a su padre, habla rodeada de manifestantes en ropa interior.

La publicación del vídeo de la prisión provocó protestas, con venezolanos saliendo a la calle en ropa interior en una muestra de apoyo a Requesens, cuya ropa interior manchada que se muestra en el video generó preocupación. Una mujer de 68 años involucrada en una protesta dijo que apoyaba a Requesens porque sabía que él era "un chico bueno y limpio, de una familia honorable". Para el 16 de agosto, hubo protestas pacíficas en todo el país, a las que se unieron miembros de la mayoría de los partidos políticos, así como grupos como Juntos por la Libertad ("Jóvenes por la Libertad"), Sin Mordaza (inglés: Unmuzzled ) y Las Piloneras ( Inglés: Los vendedores de periódicos ). Un grupo de jóvenes en Mérida realizó un bloqueo impidiendo el paso del tráfico por el viaducto principal que cruza Campo Elías. El 25 de agosto se llevó a cabo una gran marcha de protesta, afirmando ser más grande que las protestas venezolanas de 2017. 
Rafaela Requesens y la familia Requesens organizaron varias marchas, cultos y protestas exigiendo la libertad de Juan. La esposa de Requesens y sus dos hijos pequeños permanecieron solitarios para muchos de estos, pero asistieron a una misa celebrada en Guayana. Rafaela también dijo el 29 de agosto que la hija de Juan le pregunta dónde está. La activista venezolana Lilian Tintori se unió a la familia en las protestas.

### Reacciones Internacional
El 9 de agosto, la Asamblea Nacional celebró una reunión extraordinaria para discutir el arresto y la detención de Requesens. Además de representantes de la Unión Europea, asistieron a la sesión representantes de Argentina, Brasil, Canadá, Colombia, Chile, Francia, Alemania, Italia, Japón, México, Países Bajos, Paraguay, Perú, Polonia, Portugal, España, Suiza, Reino Unido, Estados Unidos.
El senador estadounidense Marco Rubio afirmó que "los derechos de Requesens han sido violados y su captura es una prueba más de que Maduro y sus seguidores quieren silenciar a sus opositores políticos". Francisco Palmieri, un diplomático estadounidense para asuntos latinoamericanos, calificó el arresto como "el último ejemplo de una larga letanía de abusos contra los derechos humanos". La embajada de los Estados Unidos en Venezuela reiteró esto con un anuncio que agregó que “condenan la detención ilegal de cientos de presos políticos, muchos de ellos sin el debido proceso”. Varios senadores estadounidenses enviaron una carta oficial a Mike Pompeo, instando a su gobierno a interceder en Venezuela para liberar a Requesens.
El gobierno paraguayo denunció el trato a Requesens, y envió su apoyo tanto a la Asamblea Nacional como al pueblo de Venezuela, a quienes exhortó a "luchar por la democracia". Los senadores paraguayos pidieron a su nación que tome medidas para presionar a Venezuela para que libere a Requesens. Roberto Ampuero, canciller de Chile, afirmó que “es inaceptable la persecución de los diputados Requesens y Borges, así como la de todo ciudadano que elija libremente oponerse a un régimen dictatorial y cruel”.
Los diplomáticos británicos condenaron el estado de encarcelamiento continuo de Requesens a fines de octubre de 2018. Una iniciativa del 10 de diciembre firmada por miembros del Parlamento Europeo pedía la liberación inmediata de Requesens. Beatriz Becerra, Vicepresidenta de la Subcomisión de Derechos Humanos del Parlamento Europeo, calificó la situación de Requesens como "secuestrado, torturado, humillado" y denunció que esto le había sucedido en particular porque poco antes había sido galardonado con el Premio Sájarov.
El Grupo de Lima y sus naciones condenaron y rechazaron la detención de Requesens, calificándola de “violación al debido proceso penal” y denunciando cómo se realizó de manera irregular e ilegal según los estándares internacionales y venezolanos. Agregaron que rompió varios estándares legales regionales, incluyendo la Convención Americana sobre Derechos Humanos, la Declaración Americana de los Derechos y Deberes del Hombre y la Carta de la Organización de los Estados Americanos. Sin criticar directamente al gobierno venezolano y sus fuerzas de seguridad responsables, también expresaron "profunda preocupación" por el estado de estos cuerpos, lo que sugiere un quiebre de la democracia.

### "Yo me niego a rendirme"
Esta familia no dejará de luchar por #Venezuela, mis sobrinos y todos los niños del país merecen un futuro lleno de libertad, justicia, seguridad y paz.
#YoMeNiegoARendirme por ellos, por mi hermano @JuanRequesens por VENEZUELA.

-Rafaela Requesens en Twitter.
Requesens pronunció un discurso ante la Asamblea Nacional el día antes de su arresto, utilizando la frase Yo me niego a rendirme. Carlos Paparoni, diputado a la Asamblea Nacional, pronunció un discurso ante la asamblea al día siguiente de la detención donde dijo: “hagamos de este nuestro credo: 'Yo me niego a rendirme', como dijo Juan Requesens”.
El hashtag de Twitter "#YoMeNiegoARendirme" se hizo popular; Los mensajes de Internet que apoyaban a Requesens utilizaron el hashtag y se mostró en carteles durante las protestas. La familia y el equipo de publicidad de Requesens compartieron un video recopilatorio que muestra a seguidores de todo el mundo, incluidos países de América Latina, EE.UU, Reino Unido y España, con carteles más pequeños con el eslogan. La parte del discurso de la que se tomó el eslogan se ha distribuido como un archivo de audio y se ha reproducido en reuniones de grupos políticos de oposición y como un llamado a los estudiantes y manifestantes.
Durante la protesta por un mes de su detención, se pintó un mural en el centro de Caracas del rostro de Requesens con el lema. Los partidarios de Maduro cubrieron rápidamente el mural; Rafaela Requesens volvió al lugar para pintar un mensaje exigiendo la liberación de su hermano. Tras la muerte de Fernando Albán Salazar en octubre de 2018, los manifestantes marcharon con carteles con la consigna.

## Arresto domiciliario y liberación
El 28 de agosto de 2020, Requesens fue liberado de El Helicoide. Su hermana y Henrique Capriles confirmaron la publicación a través de publicaciones en las redes sociales, incluido un vídeo de Requesens con familiares y amigos en un bloque de apartamentos. El 4 de agosto de 2022, un tribunal condenó a Requesens a 8 años de prisión, y a otras 16 personas a penas de entre cinco y 30 años de cárcel por su participación en el atentado fallido contra Maduro en 2018, justo en esa misma fecha. Fue liberado el 19 de octubre de 2023 conjuntamente con Roland Carreño y otros 4 presos políticos tras un acuerdo con Estados Unidos.